# Ludwig Hoffmann
Ludwig Ernst Emil Hoffmann, född 30 juli 1852 i Darmstadt, död 11 november 1932 i Berlin, var en tysk arkitekt.
Hoffmann studerade i Kassel och Berlin, fick 1885 första priset för sina ritningar till riksrättspalatset i Leipzig (fullbordat 1895). År 1896 blev han stadsbyggnadsråd i Berlin, där han i hög grad bidrog till att skapa en modern Berlinarkitektur med egen karaktär och ett eget stilspråk. Han utgick ofta från en historisk stil, men utarbetade dess grundsatser på ett nytt och personligt sätt.
Han uppförde skolhus, sjukhus (Rudolf Virchow-sjukhuset), kommunala byggnader, folkbad, den stora stadsförvaltningsbyggnaden (Altes Stadthaus) och det omfattande, måleriskt hållna Märkisches Museum, byggt för staden Berlins samlingar, samt gjorde dessutom ritningen till brandkårens monument på Mariannenplatz. Hans stora verk Neubauten der Stadt Berlin började utges 1903 och avslutades med elfte bandet 1912.

## Verk i urval
- Reichsgerichtsgebäude i Leipzig, 1887–1895, idag säte för Tysklands högsta förvaltningsdomstol
- Baerwaldbadet i Kreuzberg, Berlin, 1898–1901
- Rudolf-Virchow-sjukhuset i Wedding, Berlin, 1899–1907
- Stadtbad Oderberger Strasse i Prenzlauer Berg, Berlin, 1899–1902
- Märkisches Museum i Berlin, 1901–1907
- Altes Stadthaus, Berlin, 1902–1911
- Kaiserin-Auguste-Viktoria-Haus, Charlottenburg, Berlin, 1907–1909, idag lokaler för ESCP Europe-handelshögskolan
- Märchenbrunnen i Volkspark Friedrichshain, 1907–1913
- Albrechtstrasse 26 i Mitte, Berlin, idag Ukrainas ambassad
- Pergamonmuseum på Museumsinsel i Berlin, 1910–1930, tillsammans med Alfred Messel och Wilhelm Wille
- Strandbad Wannsee i Nikolassee, Berlin, 1924–1925